# هوپ‌ول (ویرجینیا)
هوپ‌ول (به انگلیسی: Hopewell) شهری در ایالت ویرجینیا کشور ایالات متحده آمریکا است که جمعیت آن در سرشماری سال ۲۰۱۰ میلادی، ۲۲٬۵۹۱ نفر بوده‌است.

## نگارخانه

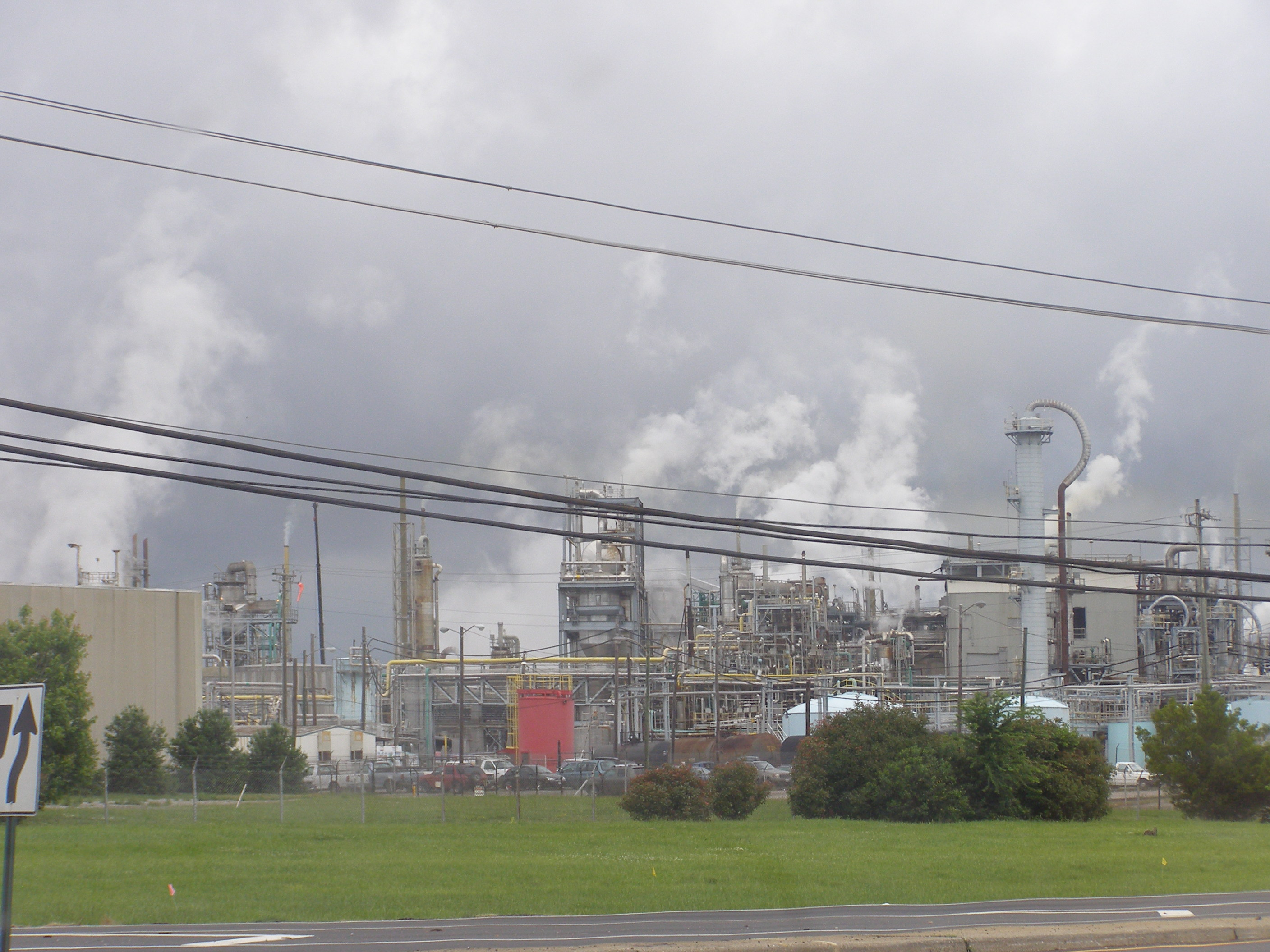